# Pleurone (Grecia)
Pleurone è un'antica città greca dell'Etolia.
Venne fondata nel XIII secolo a.C. da Pleurone ed è menzionata nell'Iliade di Omero.

## Storia

### "Antica Pleurone"
In origine la città (ἡ παλαιὰ Πλευρών o "l'antica Pleurone") era situata nella pianura tra i fiumi Acheloo ed Eveno, ai piedi del monte Curio, dal quale ripresero il nome i suoi abitanti, detti "Cureti".

### "Nuova Pleurone"
Distrutta dal sovrano macedone Demetrio II Etolico nel 234 a.C., fu rifondata sulle alture dell'Aracinto, attuale monte Zygos (ἡ νεωτέρα Πλευρών o "la nuova Pleurone").
Poco prima della distruzione di Corinto da parte degli antichi Romani, nel 146 a.C., Pleurone, che apparteneva alla Lega achea, se ne dissociò.
I resti della città nuova furono identificati su una delle cime del monte Zygos (località detta τὸ Κάστρον τῆς Κυρίας Εἰρήνης).